# Bakeridesia ferruginea
Bakeridesia ferruginea är en malvaväxtart som först beskrevs av Martyn, och fick sitt nu gällande namn av Antonio Krapovickas. Bakeridesia ferruginea ingår i släktet Bakeridesia och familjen malvaväxter. Inga underarter finns listade i Catalogue of Life.